# Inherit the Wind
Heredarás el viento o La herencia del viento (en inglés Inherit the Wind) es una obra de teatro cuyos autores son Jerome Lawrence y Robert Edwin Lee, que se estrenó en Broadway en enero de 1955. En 1960 se estrenó la versión cinematográfica basada en la obra. El título de la obra está tomado del Libro de los proverbios 11:29, el cual en la Biblia del Rey Jacobo dice:
He that troubleth his own house shall inherit the wind:
and the fool shall be servant to the wise of heart
cuya traducción es:
Aquel que cree disturbios en su casa heredará el viento:
y el tonto se convertirá en el sirviente del sabio de corazón

## Origen
Heredarás el viento es un relato inspirado en el juicio a Scopes (el "juicio del mono") que tuvo lugar en 1925, en el que se encontró culpable a John Scopes de enseñar la teoría de la evolución de Charles Darwin en clase de ciencia en una escuela secundaria, en contra de lo que establecía una ley del estado de Tennessee que prohibía la enseñanza de toda otra explicación que no fuera el creacionismo. Los personajes en la ficción de Matthew Harrison Brady, Henry Drummond, Bertram Cates y E. K. Hornbeck se corresponden con las siguientes personas en la vida real: William Jennings Bryan, Clarence Darrow, John Scopes, y H.L. Mencken, respectivamente.
A pesar de que existen numerosas similitudes entre la obra y la historia, la obra no fue concebida como un documental sobre el juicio a Scopes, sino que, al igual que Las brujas de Salem (1953) de Arthur Miller, es una llamada de atención sobre el daño de la persecución macartista, uno de los períodos más oscuros de la historia de los Estados Unidos. La obra de teatro ha sido aclamada como una de las más grandes del siglo XX, en gran parte debido a los temas que trata, como la fe y tolerancia religiosas, junto a la libertad de pensamiento.

## Adaptación cinematográfica
El director Stanley Kramer dirigió en 1960 una notable adaptación de la obra de teatro, en la que se representa fundamentalmente el conflicto entre el abogado de la defensa, Henry Drummond (Spencer Tracy), y de la acusación, Matthew Harrison Brady (Fredric March). Con Gene Kelly. Candidata a cuatro Premios Óscar, en las categorías de mejor actor (Spencer Tracy), mejor filmografía, mejor montaje y mejor guion adaptado. Elegida mejor película para el público joven en Berlín, en 1960.
En 1999 se estrenó una nueva versión para televisión, dirigida por Daniel Petrie y protagonizada por Jack Lemmon (interpretando al abogado defensor) y George C. Scott (interpretando a la parte acusadora).